# Kegelbijvlieg
De kegelbijvlieg (Eristalis pertinax) is een insect uit de familie van de zweefvliegen (Syrphidae).

## Algemeen
De kegelbijvlieg is een vrij forse bijvlieg van rond de 15 mm die bijna heel het jaar in Nederland en Vlaanderen voorkomt. De soort is te vinden in bossen, tuinen en open velden.

## Uiterlijk
De kegelbijvlieg dankt zijn naam aan het mannetje dat in de meeste gevallen een kegelvormig achterlijf heeft. Het achterlijf is zwart met twee 'liggende' geel-oranje kegels. Het borststuk is lichtbruin behaard en de voorste en middelste tarsen zijn geel, terwijl de achterste donker zijn. De vleugels hebben een diffuus omrande donkere middenband en de pterostigma zijn vier keer zo lang als breed. Er is sprake van seksuele dimorfie: mannetjes hebben een driehoekig abdomen en vrouwtjes een vierkant abdomen.

## Vliegtijd
De vliegtijd is van maart tot in november.